# Реакција Нигерије на самопроглашење независности Косова
Самопроглашење независности Косова од Србије донето је у недељу, 17. фебруара 2008. године, једногласно у Скупштини Косова.  Свих 11 представника српске мањине бојкотовало је поступак.  Међународна реакција је била помешана, а светска заједница је и даље подељена по питању међународног признања Косова. Нигерија је имала различите реакције.

## Историја
У јулу 2009. доине, Умару Јар'Адуа, председник Нигерије, рекао је да Нигерија неће признати Косово као независну нацију и да је одлука заснована на историјским искуством Нигерије у грађанском рату од 1967. до 1970. године, који се борио да одржи свој територијални интегритет и суверенитет, изјављујући да је „Од краја грађанског рата, Нигерија наставила да се упушта у политику и стратегије изградње нације како би створила хетерогену, али инклузивну нацију“. 
У новембру 2009. године Ојо Мадуекве, министар спољних послова Нигерије (и бивши заговорник независности Бијафре), нагласио је да Нигерија никада неће признати независност Косова. 
У августу 2011. године први заменик премијера Косова Беџет Пацоли рекао је да је од високих нигеријских државних лидера добио подршку и гаранцију да ће се признањем Косова озбиљно позабавити у кратком временском периоду. 
Извештаји о признавању Косова у Нигерији појавили су се 2011. године.   У саопштењу од 22. септембра 2011. портпарол нигеријског министарства спољних послова Дамиан Агву рекао је да је савезна влада Нигерије одлучила да „отвори трговинску канцеларију у Приштини“.  Међутим, следећег дана Министарство је променило став и саопштило да неће бити отворена ниједна трговинска канцеларија. 
У септембру 2012. објављено је да је Олугбенга Аширу, нигеријски министар спољних послова, негирао да је до признања дошло.  Бехђет Пацоли, први заменик премијера Косова, поновио је да је до признања дошло и тврди да Аширу никада није разговарао са Газета Експресом. 
У јануару 2013. године бивши министар спољних послова Косова Скендер Хисени рекао је да су признања Нигерије и Уганде „оспораване, не само од стране одговарајућих држава, већ и од америчког Стејт департмента“. Актуелни министар спољних послова Енвер Хоџај изјавио је да је сигуран да је број признања валидан.  Недостатак признања потврдио је нигеријски министар спољних послова у марту 2014. године. 